# John Piper
John Stephen Piper (Chattanooga (Tennessee), 11 januari 1946) is een Amerikaans predikant en theoloog die diverse christelijke boeken op zijn naam heeft staan. Hij is een  baptist. Piper was van 1980 tot 2013 predikant van Bethlehem Baptist Church in Minneapolis.

## Persoonlijk leven
De ouders van John Piper zijn Bill en Ruth Piper. Zijn vader was een evangelist en droeg het evangelie van Jezus Christus actief uit door middel van radio en bijbelcursussen. Zijn moeder was een huisvrouw. Piper studeerde van 1964 tot 1968 literatuur en filosofie op Wheaton College. Daarna behaalde hij in 1971 een bachelor in de theologie aan het Fuller Theological Seminary. In die tijd raakte hij geïnteresseerd in de werken van Jonathan Edwards, deze theoloog heeft hem sterk beïnlvoed.
Zijn master Nieuw Testamentische Studies behaalde Piper aan de Ludwig Maximilians-Universiteit te München in 1974. Daarna gaf hij zelf les op de Bethel University and Seminary in Saint Paul (Minnesota). Dit zou hij zes jaar lang doen.
In 1968 trouwde Piper met Noël Henry. Samen kregen zij vijf kinderen. In januari 2006 werd bekend dat bij Piper prostaatkanker was gediagnosticeerd. Na een succesvolle operatie genas hij. 
Volgens Piper zelf hebben de volgende drie mensen grote invloed op hem gehad: 
- Daniel Fuller (hij was een professor van Piper)
- C.S. Lewis
- Jonathan Edwards[1]

## Predikant
Piper ervoer in 1980 naar eigen zeggen een onweerstaanbare roep van God om te gaan preken en werd in februari dat jaar voorganger in een kerk in Minneapolis, de in 1871 opgerichte Bethlehem Baptist Church, waar hij tot de dag van vandaag staat. Binnen de evangelicale beweging won hij aan bekendheid na de publicatie van zijn boek Desiring God: Meditations of a Christian Hedonist (1986). Daarna zouden verschillende andere boeken verschijnen, waarvan verschillende in het Nederlands zijn vertaald.
De organisatie Desiring God Ministries werd in 1994 opgericht. De organisatie verspreidt een groot deel van Pipers werk, zowel preken als artikelen, gratis op het internet. Ook worden er regelmatig conferenties georganiseerd.
Piper stopte in maart 2013 met het voorgangerschap. Piper bleef doceren aan de eigen theologische opleiding van de kerk, The Bethlehem Institute (TBI). Daarnaast kondigde hij aan nog vijf boeken te willen schrijven en wereldwijd voorgangers toe te rusten.

## Theologie
Piper stelt zelf dat zijn missie luidt: "God wordt het meest verheerlijkt door ons als wij onze diepste voldoening vinden in Hem." Hij noemt wie zo leven 'christelijke hedonisten'. De opvatting dat het belangrijkste doel van de mens is God te verheerlijken door eeuwig van Hem te genieten vindt hij terug in de geschriften van Jonathan Edwards en in de eerste vraag van de Grote Catechismus van Westminster. 
In zijn preken legt hij een grote nadruk op de objectieve en absolute waarheid van het christelijk geloof en stelt dat die waarheid ontvangen kan worden door de leiding van de Heilige Geest. Ook hebben de preken van Piper een sterk calvinistische inslag. Hij ziet de zogeheten vijf punten van het calvinisme, verwoordt door de Dordtse Leerregels, als de kern van de Bijbelse genadeleer. Hij gelooft sterk in de uitverkiezingsleer en hangt een supralapsaristische visie aan op de verkiezing. Samen met onder andere James Packer wordt Piper gezien als een van de bekendste hedendaagse uitdragers van de leer van de puriteinen.
Hij hangt de doctrine van de dubbele predestinatie aan die "onvoorwaardelijke afwijzing" of verdoemenis omvat als een uitvloeisel van de Augustijnse doctrine van onvoorwaardelijke verkiezing. Daarnaast onderschrijft hij de Leibniziaanse opvatting dat God dit universum heeft bepaald als de beste van alle mogelijke universums.
Piper gelooft in de rechtvaardiging van de mens door het geloof alleen (Sola fide). Hij benadrukt de noodzaak van de actieve en onvermijdelijke volharding van de gelovige in geloof, heiliging en blijvend lijden, waarvan hij gelooft dat het bewijs is van Gods reddende genade. Volgens Piper toont een ooit belijdende christen die tot het einde niet getrouw volhoudt aan, dat diegene zich vergist heeft in zijn verkiezing en nooit een echte gelovige was.
Pipers soteriologie is calvinistisch en zijn ecclesiologie is baptistisch. Hij gelooft dat de Bijbel leert dat er geen plaats is voor de vrouw in het ambt.

## Kritiek
Piper mengde zich diverse keren in publieke debatten, waarin hij felle kritiek uitte en die ook te verduren kreeg. Enkele kwesties waarin hij betrokken was:
- In 2009 publiceerde Piper een boek dat grotendeels bedoeld was als weerlegging van de visie van Tom Wright op Paulus, en dan met name diens begrip 'rechtvaardiging' of 'rechtvaardigmaking', onder de titel The Future of Justification. Wright reageerde hier op met een compleet boek, Justification, waarin hij stelde dat Piper zijn punt grotendeels niet begrepen had. De kritiek van Wright is dat Piper niet Paulus naar zijn eigen bedoelingen leest en de woorden in hun oorspronkelijke context, maar in een dogmatisch kader trekt.
- Toen zijn collega-voorganger Rob Bell zijn veelbesproken boek Love Wins in 2012 publiceerde, waarin hij vragen stelde bij de traditionele christelijke visie op hemel en hel, twitterde Piper: 'Farewell, Rob Bell', waarmee hij Bell uit zijn kring leek te stoten.
- In 2016, toen Donald Trump de Amerikaanse verkiezingen won, sprak Piper zich, met vele andere evangelische voorgangers, uitermate kritisch over de nieuwe president uit, die hij beschuldigde van immoreel gedrag.